# Classe Cesare Battisti
La classe Cesare Battisti era una serie di sei turbonavi passeggeri costruite ai cantieri Ansaldo di Sestri Ponente e del Muggiano tra il 1922 ed il 1926 per la Transatlantica Italiana. Pur non strettamente gemelle, le unità avevano caratteristiche molto simili.

## Caratteristiche
Le unità della classe furono originariamente ordinate dalla Transatlantica Italiana ai cantieri navali Ansaldo come piroscafi merci; tuttavia, la necessità di mettere in servizio dei nuovi piroscafi passeggeri sulle linee per le Americhe per tenere il passo con la concorrenza spinse presto la compagnia a decidere di modificarle, aggiungendo delle sistemazioni per passeggeri. La conversione fu però poco riuscita, sia per via degli inevitabili compromessi derivanti dal dover modificare in corsa un progetto già avviato, sia perché le sistemazioni passeggeri furono concepite con schemi ormai non più al passo con i tempi, con pochi spazi destinati ai passeggeri di prima e seconda classe e una preponderanza di sistemazioni dedicate agli emigranti, il cui flusso verso le Americhe era però in riduzione. 
La prima unità entrata in servizio, Cesare Battisti, aveva una stazza lorda di circa 8 300 tonnellate e disponeva di sistemazioni per un'ottantina di passeggeri in prima classe, una cinquantina di passeggeri in seconda e circa un migliaio in terza classe Gli ambienti comuni destinati ai passeggeri di prima classe comprendevano un salone da pranzo, una sala da musica e un giardino d'inverno. La Nazario Sauro e la gemella Ammiraglio Bettolo avevano una stazza lievemente inferiore (8 150 tonnellate circa) e potevano trasportare un'ottantina di passeggeri in classe unica e circa 1100 emigranti. La Leonardo da Vinci, quarta unità della classe, aveva una stazza di 7 431 tonnellate e disponeva di sistemazioni per un'ottantina di passeggeri in prima classe, una novantina in seconda e circa 850 emigranti. 
La Francesco Mazzini e la Giuseppe Crispi, trasferite alla CI.TRA. mentre erano ancora in allestimento, avevano anch'esse una stazza lorda attorno alle 7 400 tonnellate. Non essendo destinate alle rotte transatlantiche, furono lievemente aumentati i posti a disposizione dei passeggeri in prima e seconda classe (98 e 128 rispettivamente) e ridotti grandemente i posti in terza classe (56). Dopo l'acquisizione da parte della Tirrenia le unità inizialmente destinate ai traffici transatlantici subirono lavori di rifacimento delle sistemazioni passeggeri, che furono allineate a quelle della Francesco Crispi e della Giuseppe Mazzini.
Le unità erano spinte da due eliche tripala, ciascuna connessa tramite una linea d'asse ad un gruppo di tre turbine a vapore tipo Parsons, con una potenza attorno agli 8 000 cavalli; le unità costruite nel cantiere di Sestri Ponente (Battisti, Bettolo e Sauro) raggiungevano una velocità di servizio di 13 nodi, quelle costruite al Muggiano (Mazzini, Crispi e da Vinci) 14,5 nodi. In seguito su alcune delle unità della classe furono sostituite le caldaie, portando a un aumento dell'efficienza e della velocità di servizio.

## Servizio

### Transatlantica Italiana e Compagnia Italiana Transatlantica (CI.TRA) (1922 - 1932)
Negli anni immediatamente successivi al termine della prima guerra mondiale, i piroscafi Giuseppe Verdi e Dante Alighieri della Transatlantica Italiana si affermarono come i migliori tra quelli battenti bandiera italiana impegnati nei collegamenti con il Nord America. Tuttavia, le numerose compagnie concorrenti avevano in programma di mettere in servizio delle navi più grandi e lussuose; la Transatlantica, non potendo a sua volta ordinare dei transatlantici di pari dimensioni, decise nel 1919 di far convertire i sei piroscafi merci ordinati in precedenza ai cantieri navali Ansaldo di Sestri Ponente e del Muggiano in altrettante unità passeggeri.
La prima unità della classe fu la Cesare Battisti, che fu varata il 17 luglio 1920 presso i cantieri navali di Sestri Ponente. Madrina del varo fu Livietta Battisti, figlia del patriota Cesare Battisti cui era dedicata la turbonave. La nave fu consegnata alla Transatlantica Italiana nell'agosto del 1922 e il 21 dello stesso mese partì per il suo viaggio inaugurale, trasportando 1280 passeggeri da Genova al Brasile e all'Argentina. Seguirono la Nazario Sauro e l'Ammiraglio Bettolo, che entrarono in servizio sulla linea per l'Argentina rispettivamente nel febbraio e nel giugno 1924. La Leonardo da Vinci, prima delle turbonavi costruite nel cantiere del Muggiano, fu invece inserita sulla linea per New York nel maggio 1925. 
Gli inevitabili compromessi derivanti dalla tardiva modifica del progetto da navi merci a navi passeggeri e la concezione antiquata delle sistemazioni passeggeri, modeste per la prima classe e destinate principalmente agli emigranti verso le Americhe, il cui numero era in diminuzione, decretarono l'insuccesso delle nuove navi, che non furono in grado di competere con i veloci e lussuosi transatlantici messi in servizio dalla concorrenza. I risultati negativi ottenuti dalle unità della classe e l'aumento dei costi sostenuti per costruirle dovuto all'inflazione furono tra le cause della crisi finanziaria della Transatlantica, che chiuse il bilancio 1924 con una pesante perdita. Le ultime due unità della classe, Giuseppe Mazzini e Francesco Crispi, furono cedute mentre si trovavano ancora sugli scali del Muggiano alla neocostituita Compagnia Italiana Transatlantica (CI.TRA.), alla quale furono consegnate rispettivamente nel settembre e nel dicembre 1926. La CI.TRA. impiegò le due turbonavi sulla linea per Massaua, Mogadiscio e Chisimaio.
Già nel 1926 la Transatlantica Italiana diradò le partenze dei propri piroscafi verso le Americhe; negli anni seguenti, con il drastico peggioramento della situazione finanziaria della compagnia, le navi della classe Battisti rimaste alla Transatlantica furono messe in disarmo e impiegate solo sporadicamente. Nel dicembre 1929 la Leonardo da Vinci fu utilizzata per trasportare una selezione di opere di artisti italiani da Genova a Londra, compiendo il viaggio inverso nel maggio successivo; nel 1931 la Cesare Battisti svolse invece alcune crociere per l'Opera nazionale Balilla.
Nel 1932, con la Transatlantica ormai in liquidazione, l'Ammiraglio Bettolo, da lungo tempo in disarmo a Portovenere, fu venduta a una compagnia egiziana e ribattezzata Kawsar.

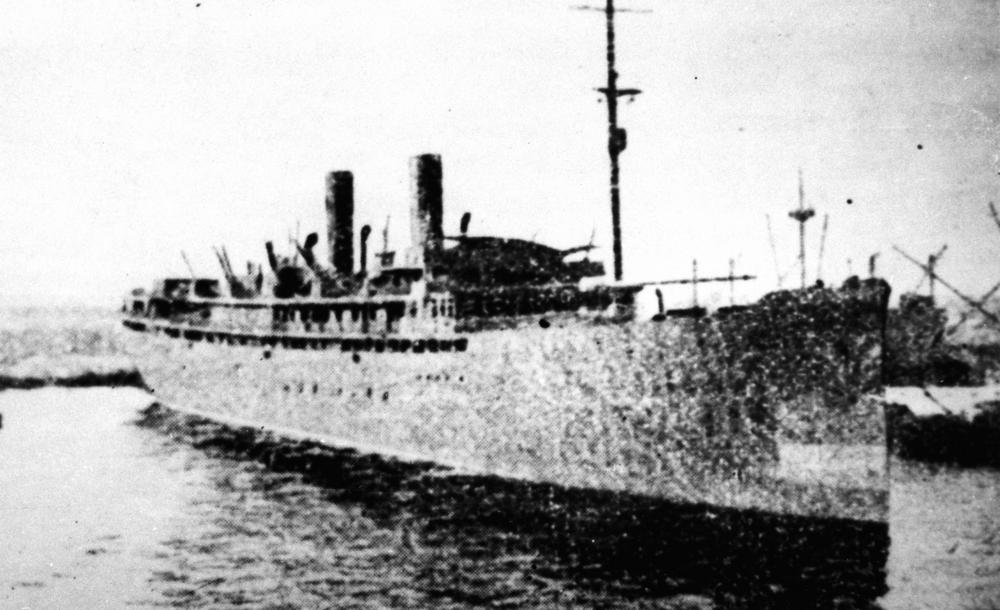
La Kawsar, già Ammiraglio Bettolo.

### Tirrenia (1932 - 1936)
Nel 1932 la CI.TRA. si fuse con la Florio a formare la Tirrenia - Flotte Riunite Florio - CI.TRA. La Francesco Crispi e la Giuseppe Mazzini passarono nella flotta della nuova compagnia, rimanendo assegnate alle linee per l'Africa Orientale. Nel 1935 la Tirrenia noleggiò e poi acquistò anche la Cesare Battisti, la Nazario Sauro e la Leonardo da Vinci, sottoponendole a importanti lavori di ristrutturazione per adattarle alle linee per l'Africa Orientale nelle quali erano già impegnate le altre due navi della classe. Rientrate in servizio nel 1935, le tre unità furono inizialmente impiegate dalla Regia Marina come navi trasporto truppe per la guerra d'Etiopia, passando poi al servizio di linea. Durante gli anni di servizio per la Tirrenia su alcune delle navi della classe (Francesco Crispi, Giuseppe Mazzini e Nazario Sauro) furono anche sostituite le caldaie, operazione che permise un aumento delle prestazioni e un miglioramento dell'efficienza.
Nel 1936, con la costituzione della Finmare e la conseguente riorganizzazione dei servizi marittimi sovvenzionati, le navi della classe Battisti furono assegnate al Lloyd Triestino, insieme alle linee per l'Africa Orientale su cui operavano. Tuttavia il 24 dicembre 1936, prima che il trasferimento alla nuova compagnia potesse essere completato, sulla Cesare Battisti esplose una delle caldaie mentre la nave si trovava in porto a Massaua; l'esplosione causò decine di morti e feriti e danneggiò seriamente lo scafo, che si adagiò sul fondo. Nel 1938 la nave fu recuperata e rimorchiata a Pola, dove fu demolita.

### Lloyd Triestino e seconda guerra mondiale (1937 - 1945)
Il passaggio al Lloyd Triestino fu finalizzato nel 1937; le navi della classe Battisti rimasero impiegate sulle linee per l'Africa Orientale. All'entrata dell'Italia nella seconda guerra mondiale il 10 giugno 1940, solo la Francesco Crispi si trovava nel Mediterraneo, mentre le altre tre navi rimasero bloccate nel Mar Rosso.
La Giuseppe Mazzini fu affondata il 2 aprile 1941 nei pressi dell'isola di Nocra durante un bombardamento aereo britannico, mentre la Nazario Sauro, bloccata anch'essa a Massaua, fu autoaffondata quattro giorni più tardi sempre nell'arcipelago delle Dalakh. La Francesco Crispi, invece, fu requisita il 2 gennaio 1941 dalla Regia Marina e dal dicembre dello stesso anno dal Ministero delle Comunicazioni, venendo impiegata principalmente come trasporto truppe Il 19 aprile 1943 fu silurata dal sommergibile britannico HMS Saracen mentre stava trasportando un reparto di granatieri da Livorno a Bastia; la nave affondò in pochi minuti, con la perdita di 943 uomini tra soldati ed equipaggio.
L'11 aprile 1942 la Kawsar fu colpita da quattro bombe, incendiandosi; fu in seguito rimorchiata e portata a spiaggiarsi a Port Said, dove fu in seguito demolita. 
La Leonardo da Vinci fu l'unica unità della classe a sopravvivere alla guerra: rifugiatasi nel porto di Chisimaio nel giugno 1940, da qui ripartì l'11 febbraio 1941 diretta a Diego Suarez, in Madagascar, vista l'ormai imminente caduta della Somalia italiana. Fu però avvistata da aerei e poi raggiunta da alcune unità navali britanniche, che la catturarono. Utilizzata inizialmente come nave merci, nel 1943 fu convertita in nave ospedale, prendendo il nome di Empire Clyde. Ribattezzata Maine nel 1948, nel 1950 fu messa a disposizione dell'ONU ed impiegata durante la Guerra di Corea, al termine della quale fu posta in disarmo ad Hong Kong e qui demolita nel 1954.

## Unità della classe
| Nome               | Cantiere       | Varo             | Entrata in servizio | Stazza   | Destino finale                                                                            | Note        |
| ------------------ | -------------- | ---------------- | ------------------- | -------- | ----------------------------------------------------------------------------------------- | ----------- |
| Cesare Battisti    | Sestri Ponente | 17 luglio 1920   | 21 agosto 1922      | 8 330,71 | Naufragata il 24 dicembre 1936 a Massaua per l'esplosione di una caldaia                  | [ 8 ]       |
| Nazario Sauro      | Sestri Ponente | 14 maggio 1921   | febbraio 1924       | 8 150    | Autoaffondata nei pressi dell'isola di Nocra il 6 febbraio 1941                           | [ 5 ] [ 7 ] |
| Ammiraglio Bettolo | Sestri Ponente | 24 giugno 1923   | luglio 1924         | 8 139    | Demolita a Port Said dopo essere stata colpita da bombe e incendiata nel 1942 come Kawsar | [ 5 ]       |
| Leonardo da Vinci  | Muggiano       | 28 dicembre 1924 | 24 maggio 1925      | 7 431    | Demolita nel 1954                                                                         | [ 5 ] [ 9 ] |
| Giuseppe Mazzini   | Muggiano       |                  | settembre 1926      | 7 452,90 | Affondata durante un attacco aereo nei pressi dell'isola di Nocra il 2 aprile 1942        | [ 6 ]       |
| Francesco Crispi   | Muggiano       |                  | dicembre 1926       | 7 464    | Affondata dal sommergibile britannico HMS Saracen il 19 aprile 1943                       | [ 10 ]      |